# Evaristo Rocha
Evaristo Rocha war 1838 Präsident von Nicaragua.

## Leben
Am 5. September 1849 begrüßte der Licenciado Evaristo Rocha den Botschafter der USA in Nicaragua Ephraim George Squier in El Viejo.

## Veröffentlichungen
- De la administración y recaudación de las rentas, Ministerio de Hacienda, Taxation, Nicaragua 1849, 6 S.